# Historisches Museum Dnipro
Koordinaten: 48° 27′ 21″ N, 35° 3′ 50″ O

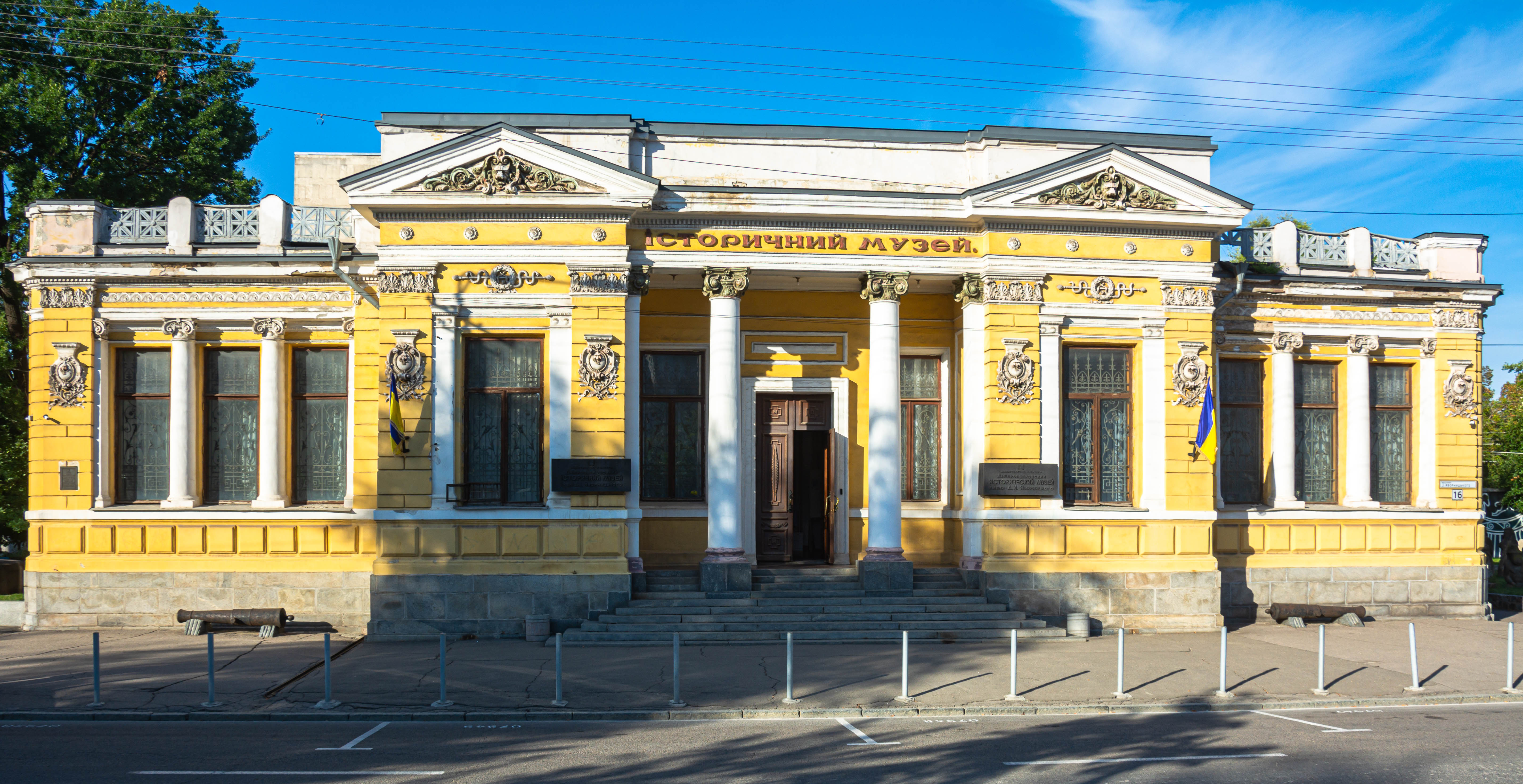
Historisches Museum Dnipro

Das Historische Museum Dnipro (ukrainisch Дніпровський історичний музей, russisch Днепровский исторический музей) ist ein seit 1849 bestehendes Museum mit archäologischer und historischer Sammlung in der ukrainischen Stadt Dnipro. Es befindet sich am Dmytro-Jawornyzkyj-Prospekt auf dem Oktoberplatz.

## Geschichte

### Öffentliches Museum des Gouvernement Jekaterinoslaw
Im Februar 1849 wurde auf Initiative des Direktors des Städtischen Gymnasiums J. D. Grachow (Я. Д. Грахов), mit Unterstützung von A. J. Fabr (russisch А. Я. Фабр), das „Öffentliche Museum des Gouvernement Jekaterinoslaw“ (russisch Общественный музеум Екатеринославской губернии) gegründet. Es war das erste Museum des Gouvernements und befand sich im Studentenpalast (damals „Potemkinscher Palast“), welcher der „Adelsversammlung des Gouvernements“ (russisch Дворянское губернское собрание) – die Vertretung der Adligen, ähnlich den historischen Landtagen – gehörte.
Der russisch-ukrainische Ethnograf und Archäologe Alexander Tereschtschenko (russisch Александр Власьевич Терещенко) bewunderte auf seiner Reise durch Neurussland 1852 das Museum mit seinen zahlreichen historischen Exponaten.
Zur Zeit des Krimkriegs wurde das Museum in das Gebäude des städtischen Gymnasiums (der heutige Medizinisch-prophylaktischen Korpus der Staatlichen Medizinischen Akademie des Gesundheitsministeriums der Ukraine am Oktoberplatz) verlegt, da im Studentenpalast ein Lazarett für Kriegsverletzte untergebracht war. Das Museum beheimatete zu dieser Zeit neben archäologischen Funden, regionalen Antiquitäten und Steinskulpturen auch Reliquien aus dem antiken Ägypten und Griechenland, sowie verschiedene Münzen, Gesteinsproben und paläontologische Überreste. Dazu gehörte auch eine ägyptische Mumie einer Frau mit Kind, welche einer Legende nach vom Gouverneur A. J. Fabr aus Ägypten mitgebracht wurde.
Das Museum war in den ersten zehn Jahren seines Bestehens durch Spenden von Bewohnern sehr stark gewachsen. Von 1860 bis 1900 erfuhr es dagegen kaum finanzielle Unterstützung und erinnerte eher an Klassenzimmer als an ein Museum. Es blieb bis zum Anfang des 20. Jahrhunderts im Gymnasium.

### Privatmuseum von Oleksandr Pol
Teil des heutigen Museums wurde ab 1902 die umfangreiche Privatsammlung des Archäologen, Schriftstellers, Sozialaktivisten, Unternehmers und ersten Ehrenbürger des heutigen Dnipro Oleksandr Pol (ukrainisch Олександр Миколайович Поль). Sie umfasste etwa 4770 Exponate. 1887 eröffnete Pol ein Privatmuseum in vier Zimmern seines eigenen Hauses am Kathedralenplatz (dem heutigen Oktoberplatz). Die Exponate stammten hauptsächlich aus seinen archäologischen Exkursionen im Gouvernement Jekaterinoslaw hauptsächlich um Krywyj Rih.
Am bedeutendsten galten Reliquien der Saporoger Kosaken und des Hetmanats, zu denen Pol als Nachkomme des Hetmans Pawlo Polubotok eine besondere Beziehung besaß. Sein Museum beheimatete aber auch ägyptische Antiquitäten und Kultobjekte sowie eine große numismatische Sammlung und verschiedene Kunstwerke.
Nach dem Tode Pols im Jahre 1890 entstand eine öffentliche Initiative für die Gründung eines gouvernementalen Museums zu seinen Ehren. Dies war umso aktueller, als das arme Verwandte anfingen die Exponate der Sammlung zu verkaufen. Noch zu Lebzeiten Pols sprach man von einem Wert von 200.000 Silberrubel.
An der Stelle des ehemaligen Privatmuseums wurde 1998  eine Gedenktafel zu Ehren Pols aufgehängt.

### Oblastmuseum benannt nach Olexander Pol
Es dauerte fast zehn Jahre, bis die Lokalverwaltung (die Adelsversammlung) und die Intellektuellen durch die Initiatoren überzeugt werden konnten, das Museum zu erhalten. Am 6. Mai 1902 wurde das „Oblastmuseum benannt nach Olexander Pol“ im Gebäude der Handelsschule (russisch Коммерческого училища) eröffnet. Bald darauf zog es wieder in den Studentenpalast.
Nach und nach wurden die Werke des „Öffentlichen Museums des Gouvernement Jekaterinoslaw“ und der Privatsammlung Pols zusammengetragen und mit Gegenständen aus verschiedenen anderen Privatsammlungen (unter anderem von Dmitro Jawornizki, dem späteren Direktor und Namensgeber) weiter ausgebaut. Die Sammlung des neuen Museums wuchs im ersten Jahrzehnt von 300 auf über 10.000 Exponate, in neun Bereiche aufgeteilt, an.
Das neue Gebäude des Museums wurde von den Architekten G. K. Sandezko (russisch Г. К. Сандецкого) und G. I. Panafutin (russisch Г. И. Панафутина), die es nach dem Vorbild des E. T. A. Hoffmann-Hauses in Berlin bauten. Diese Zeit unter dem neuen Museumsdirektor D. Jawornyzkyj verwandelte sich das Museum in ein Vorzeigemuseum. So schrieb W. Giljarowski (russisch В. Гиляровский) « Музей — Украине всей краса…; » (deutsch: „Museum — der Ukraine aller Pracht…;“). Außerdem gab D. Jawornyzkyj in den Jahren 1905 und 1910 jeweils einen Katalog mit den Museumsexponaten und einige Berichte über die Arbeit des Museums.

### Nationales Historisches Museum Dnipropetrowsk benannt nach Dmytro Jawornyzkyj
Das Museum wurde nach dem Tod des ukrainischen Ethnographen, Historiker und Lexikographen Dmytro Jawornyzkyj (russisch Dmitro Jawornizki) 1940 nach diesem umbenannt. Der amtliche Name lautet Nationales Historisches Museum Dnipropetrowsk benannt nach Dmytro Jawornyzkyj (ukrainisch Дніпропетровський національний історичний музей імені Дмитра Яворницького, russisch Днепропетровский национальный исторический музей имени Д. И. Яворницкого).

## Sammlung
Das Museum besitzt eine größere Sammlung von Steinskulpturen aus der späten Kupfersteinzeit/frühen Bronzezeit aus der Region, die neben dem Museum ausgestellt sind.

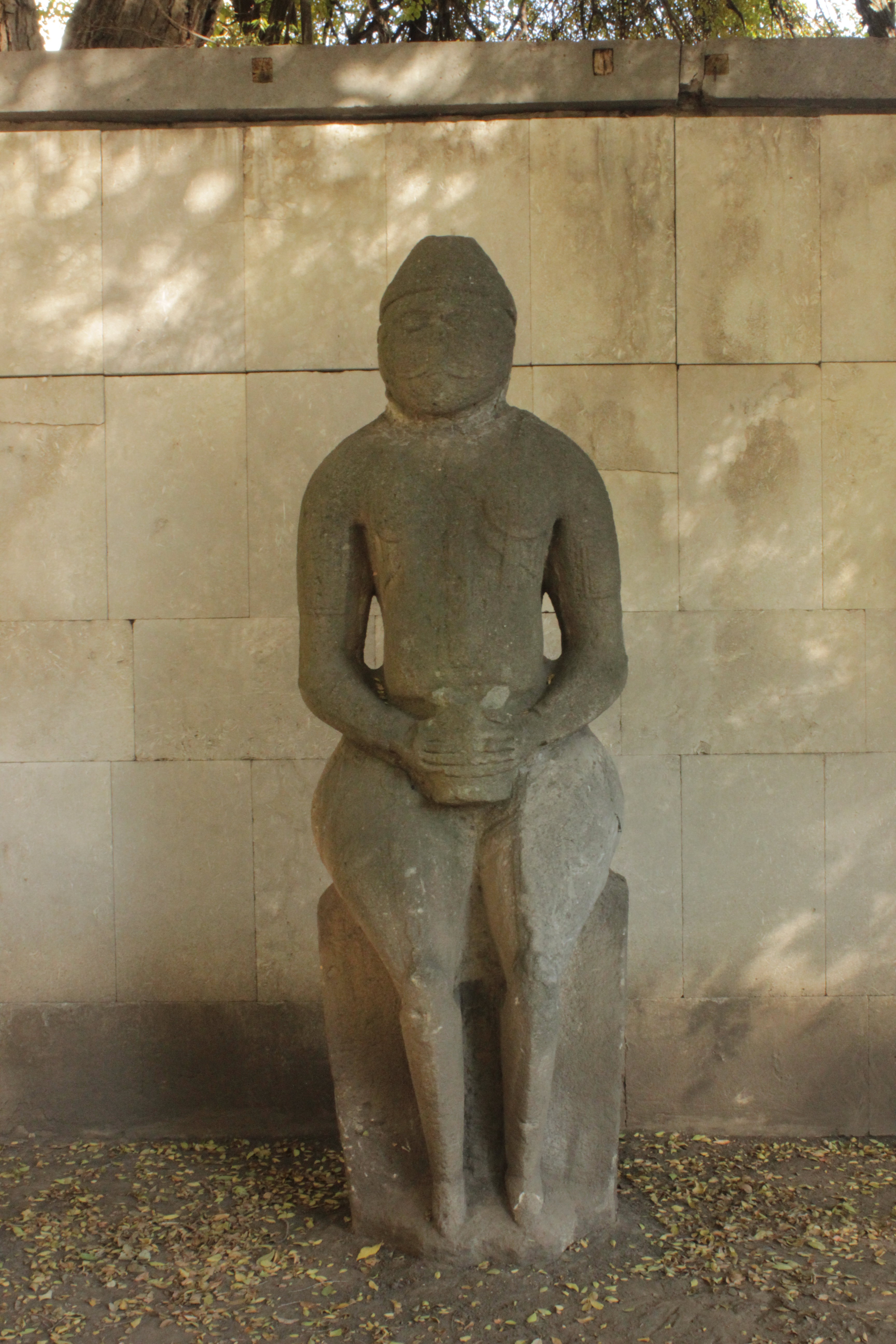
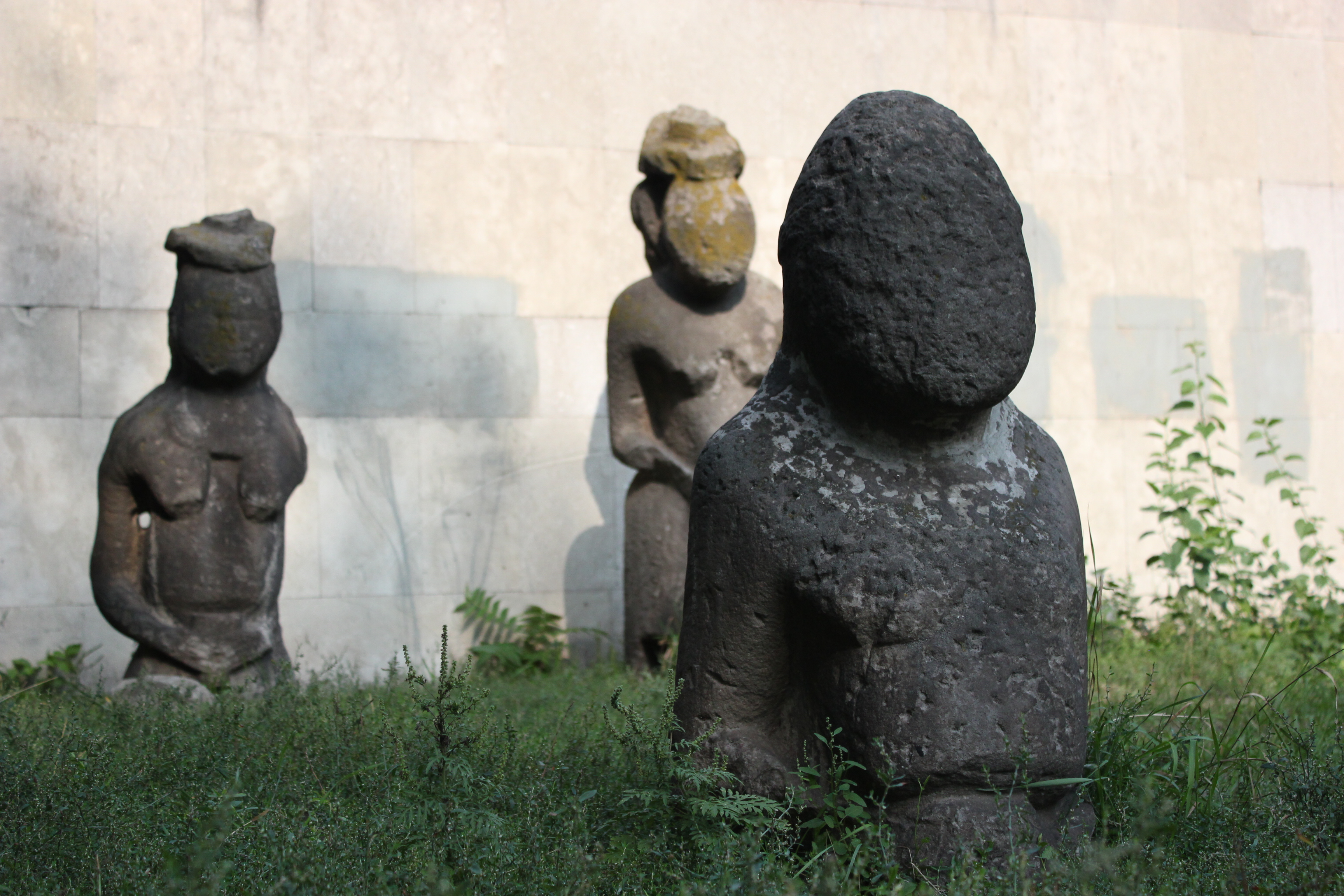
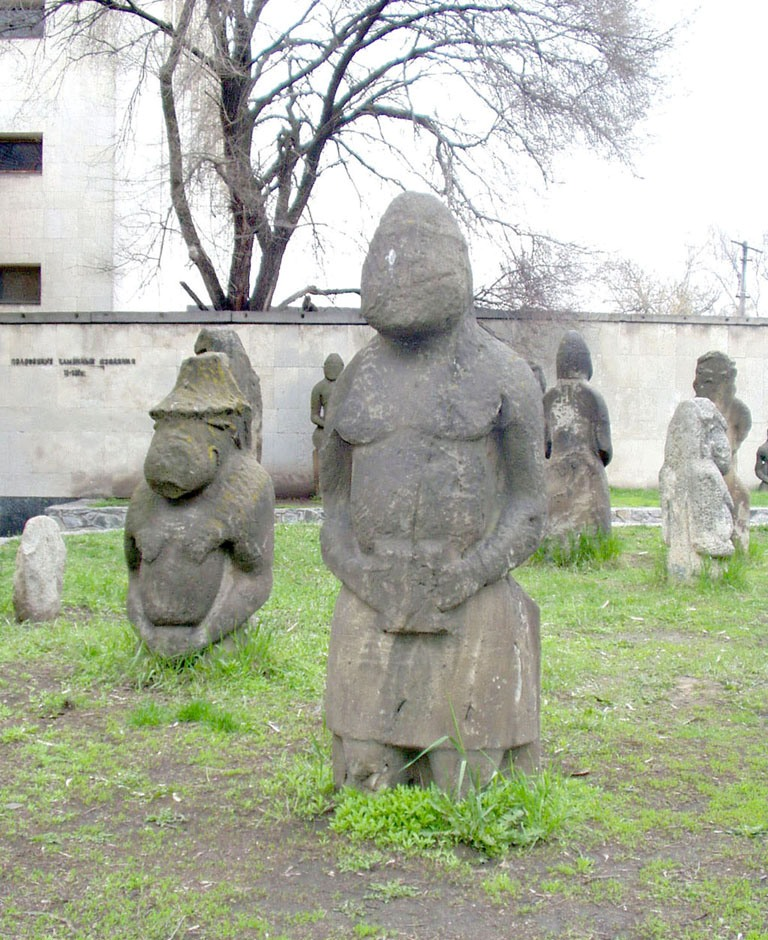